# Кисе ле Форж
Кисе ле Форж (фр. Cussey-les-Forges) насеље је и општина у источном делу централне Француске у региону Бургоња, у департману Златна обала која припада префектури Дижон.
По подацима из 2011. године у општини је живело 135 становника, а густина насељености је износила 5,79 становника/km². Општина се простире на површини од 23,32 km². Налази се на средњој надморској висини од 318 метара (максималној 472 m, а минималној 299 m).

## Демографија
| 1962. | 1968. | 1975. | 1982. | 1990. | 1999. | 2011. |
| ----- | ----- | ----- | ----- | ----- | ----- | ----- |
| 157   | 177   | 128   | 109   | 112   | 115   | 135   |

График промене броја становника у току последњих година